# Oulad Yahya Louta
Oulad Yahya Louta  (in arabo اولاد يحيى لوطا‎?) è un centro abitato e comune rurale del Marocco situato nella provincia di Benslimane, regione di Casablanca-Settat. Conta una popolazione di 9 430 abitanti (censimento 2014).